# ちゃんちゃこ
ちゃんちゃこは、1970年代に活躍していた2人組のフォークデュオ。
『空飛ぶ鯨』という曲などで知られている。

## 略歴
メンバーは、きたかたよしろう（本名：北方義朗、1955年11月2日 - ）、松村忠佳（まつむら ただよし 1955年12月3日- ）京都府出身の2人。2人は中学生時代にバンドを組み音楽活動を開始する。
1974年12月20日、日本フォノグラム（後のマーキュリー・ミュージックエンタテインメント → 現在のユニバーサルミュージック）から『空飛ぶ鯨』をリリースしデビュー。翌1975年には第17回日本レコード大賞編曲賞、新宿音楽祭銅賞、東京音楽祭新人賞を受賞、『レッツゴーヤング』（NHK）、『ぎんざNOW!』（TBS）、『ヤングおー!おー!』（毎日放送）にもレギュラー出演したが、1976年9月に6枚目のシングル『振り向いたメロディー』発売後に突然の解散。
現在でも2人は音楽活動をそれぞれのアマチュアバンド作って活動中。きたかたは東京でアマチュア・バンド「ちゃんちゃこカンパニー」を活動中。松村は地元・京都を中心に『Swing Tee's』というバンドで活躍している。
2014年、結成40周年を記念し、全アルバムの初CD化・記念ライブの開催・40周年ページの開設が行われると発表された。
なお、グループ名は『やんちゃな子』から、やんちゃこ→ちゃんちゃこと転訛したのが由来とのことである。

## エピソード
- デビュー曲「空飛ぶ鯨」は、大洋ホエールズ（現・横浜DeNAベイスターズ）の初の球団歌として採用されかけたことがある[3]。

## ディスコグラフィー

### シングル
- 空飛ぶ鯨 （B面『君をさらいたい』 1974年12月20日発売 オリコン最高11位）
- 黄色いカラス （B面『星の宇宙船』 1975年4月25日発売 同15位）
- あの頃に帰りたい （B面『バラのマドモアゼル』 1975年11月発売）
- 涙のアイラブユー （B面『灯り』 1976年2月発売）
- ルシア （B面『三年目』 1976年4月発売）
- 振り向いたメロディー （B面『今度こそ Bye Bye』 1976年9月発売）

### アルバム
1. ちゃんちゃこファースト （1975年6月発売）
  1. 空飛ぶ鯨
    - 作詞：みなみらんぼう／作曲：みなみらんぼう／編曲：萩田光雄

  2. ポテトチップ
    - 作詞：安間龍八郎／作曲：安間龍八郎／編曲：萩田光雄

  3. 銀のスプーン
    - 作詞：高田ひろお／作曲：萩田光雄／編曲：萩田光雄

  4. 涙のイニシャル
    - 作詞：松本隆／作曲：穂口雄右／編曲：穂口雄右

  5. 言葉足らずのラブソング
    - 作詞：北方義朗／作曲：北方義朗／編曲：林哲司

  6. 星の宇宙船
    - 作詞：みなみらんぼう／作曲：みなみらんぼう／編曲：萩田光雄

  7. 黄色いカラス
    - 作詞：みなみらんぼう／作曲：みなみらんぼう／編曲：萩田光雄

  8. びんにつめたラブレター
    - 作詞：松本隆／作曲：穂口雄右／編曲：穂口雄右

  9. 君をさらいたい
    - 作詞：松本隆／作曲：穂口雄右／編曲：穂口雄右

  10. 恋のレインドロップ
    - 作詞：松本隆／作曲：穂口雄右／編曲：穂口雄右

  11. リンゴ
    - 作詞：北方義朗／作曲：北方義朗／編曲：林哲司

  12. グッドバイ・マイ・フレンド
    - 作詞：高田ひろお／作曲：羽田尚平／編曲：林哲司
2. あの頃に帰りたい （1975年11月発売）
  1. 夏の日射し
    - 作詞：北方義朗／作曲：北方義朗／編曲：林哲司

  2. あの頃に帰りたい
    - 作詞：松本隆／作曲：羽田尚平／編曲：萩田光雄

  3. 気まぐれエンジェル
    - 作詞：みなみらんぼう／作曲：北方義朗／編曲：林哲司

  4. とても冷たい女
    - 作詞：林哲司／作曲：林哲司／編曲：林哲司

  5. あの頃の京都
    - 作詞：北方義朗／作曲：北方義朗／編曲：林哲司

  6. 夢取り号
    - 作詞：北方義朗／作曲：北方義朗／編曲：林哲司

  7. 一人のラブタイム
    - 作詞：岡田冨美子／作曲：羽田尚平／編曲：林哲司

  8. 放心
    - 作詞：北方義朗／作曲：北方義朗／編曲：柳田ヒロ

  9. お茶目な16才
    - 作詞：北方義朗／作曲：北方義朗／編曲：林哲司

  10. ひとりぼっちのギター
    - 作詞：むろふし敬／作曲：佐瀬寿一／編曲：林哲司

  11. バラのマドモアゼル
    - 作詞：高田ひろお／作曲：羽田尚平／編曲：林哲司

  12. サンタがやってくる
    - 作詞：羽田尚平／作曲：羽田尚平／編曲：林哲司

  13. 涙のアイ・ラブ・ユー（ボーナストラック）
    - 作詞：北方義朗／作曲：北方義朗／編曲：萩田光雄

  14. 灯り（ボーナストラック）
    - 作詞：北方義朗／作曲：北方義朗／編曲：林哲司
3. 通り過ぎた可愛い声 （1976年5月発売）
  1. 通り過ぎた可愛い笑い声
    - 作詞：北方義朗／作曲：松村忠佳／編曲：エジソン

  2. 沈黙
    - 作詞：北方義朗／作曲：北方義朗／編曲：エジソン

  3. 窓ガラス
    - 作詞：狩野充明／作曲：狩野充明／編曲：エジソン

  4. 三年目
    - 作詞：北方義朗／作曲：北方義朗／編曲：エジソン

  5. グッドバイ
    - 作詞：北方義朗／作曲：北方義朗／編曲：エジソン

  6. ルシア
    - 作詞：北方義朗／作曲：北方義朗／編曲：エジソン

  7. 君のことばかり
    - 作詞：北方義朗／作曲：松村忠佳／編曲：エジソン

  8. 愛の旅支度
    - 作詞：北方義朗／作曲：松村忠佳／編曲：エジソン

  9. 赤い誘惑
    - 作詞：北方義朗／作曲：北方義朗／編曲：エジソン

  10. 微笑みを下さい
    - 作詞：北方義朗／作曲：北方義朗／編曲：エジソン

  11. 振り向いたメロディー（ボーナストラック）
    - 作詞：竜真知子／作曲：加瀬邦彦／編曲：千代正行

  12. 今度こそ Bye Bye（ボーナストラック）
    - 作詞：竜真知子／作曲：加瀬邦彦／編曲：千代正行
4. ちゃんちゃこベストセレクション （2002年11月21日発売、CD化）
  1. 涙のイニシャル
  2. 君をさらいたい
  3. 空飛ぶ鯨
  4. 黄色いカラス
  5. びんにつめたラブレター
  6. 言葉足らずのラブソング
  7. あの頃に帰りたい
  8. あの頃の京都
  9. とても冷たい女
  10. 涙のアイラブユー
  11. 灯り
  12. 通り過ぎた可愛い笑い声
  13. 沈黙
  14. 君のことばかり
  15. 赤い誘惑

【きたかたよしろう】
- 『 夢の途中の音楽 on the road 』 （2004年12月20日発売、CD化）

1. 1. あの頃の君へ
  2. 春のチケット
  3. 旅に出るなら
  4. Far a way love
  5. 丘の上のハローさん
  6. 君と歌う
  7. on the road
  8. 好きで一緒で楽しんで
  9. 空飛ぶ鯨